# Buteo nitidus
Buteo nitidus là một loài chim trong họ Accipitridae.

## Hình ảnh

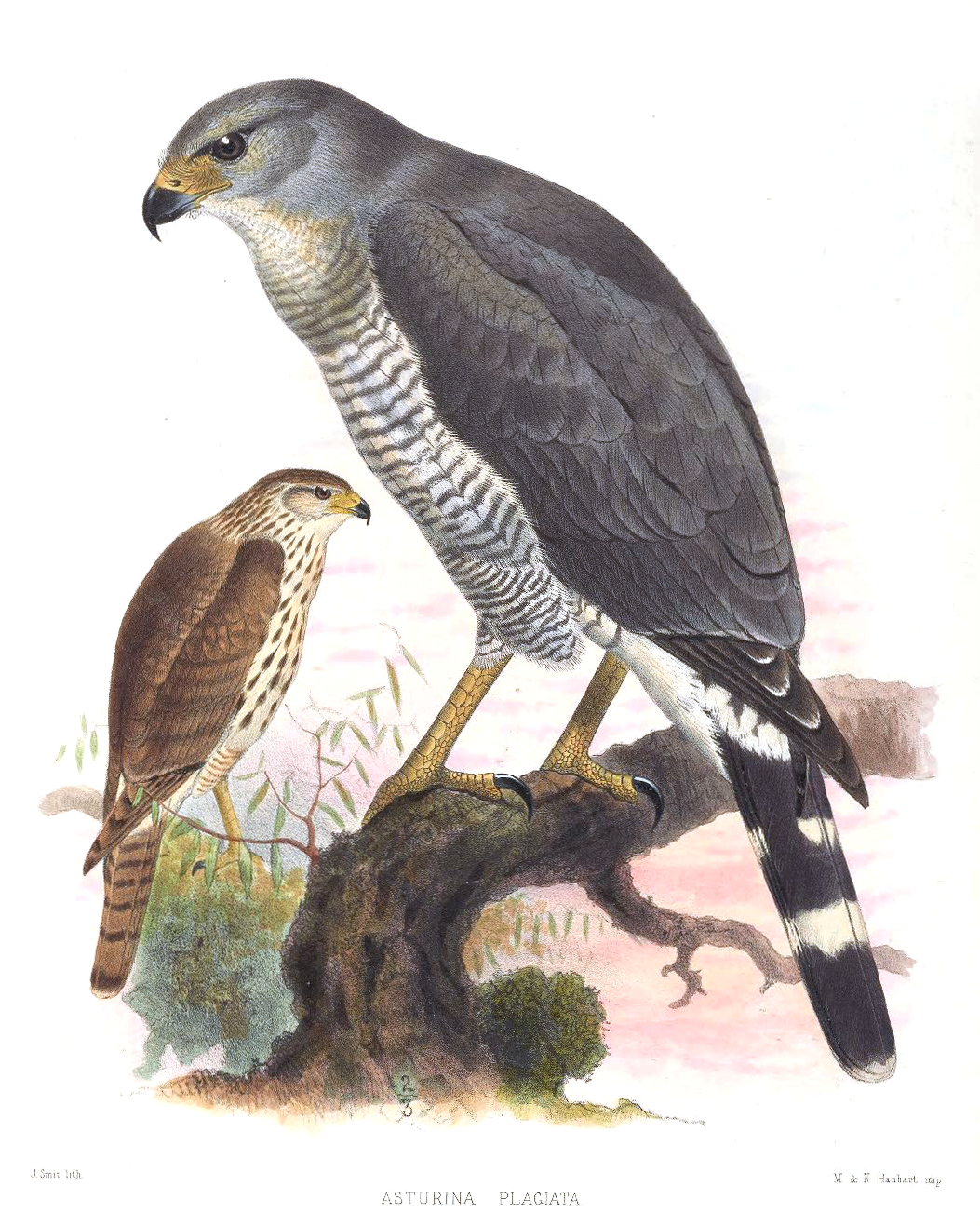
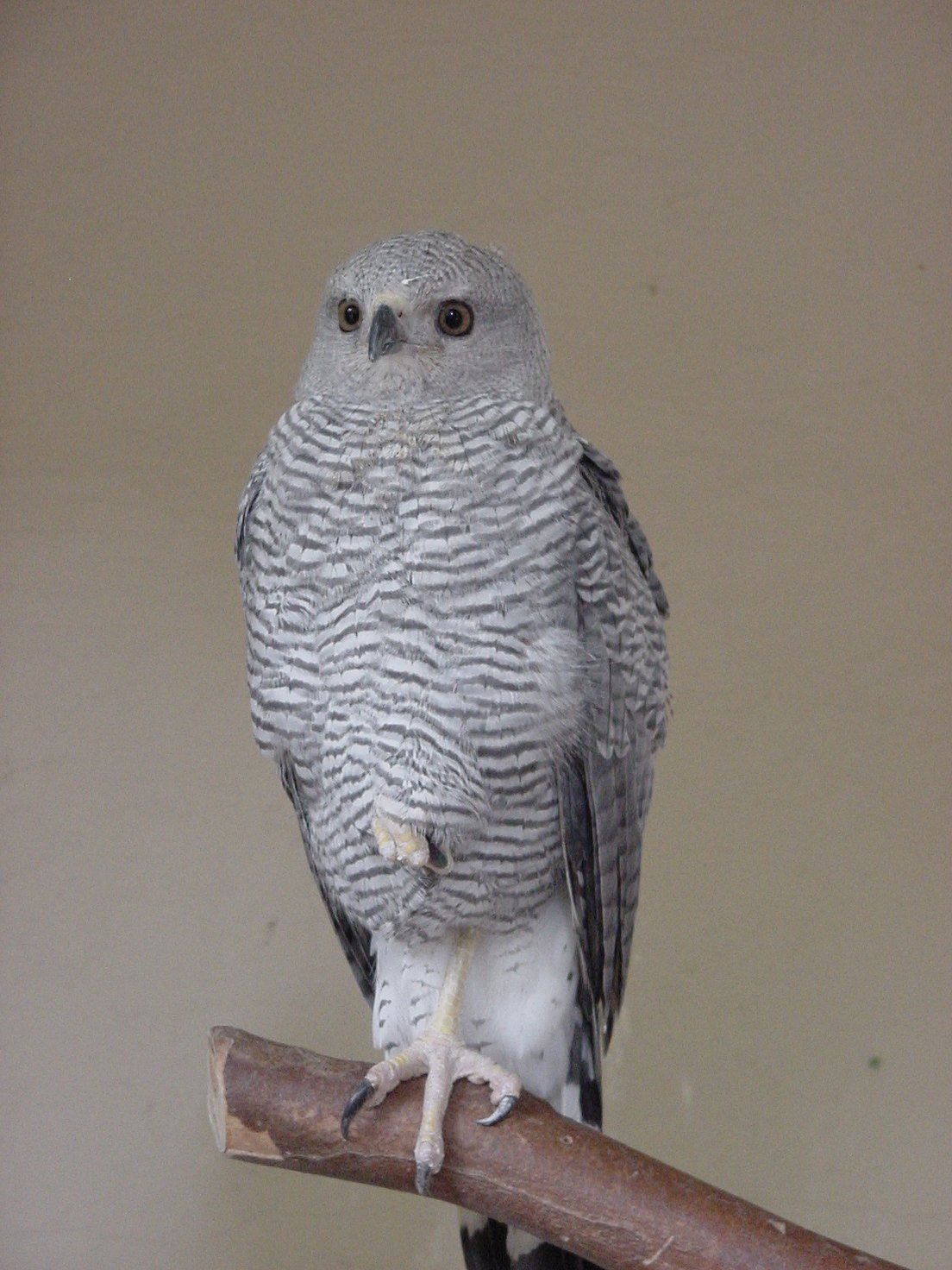
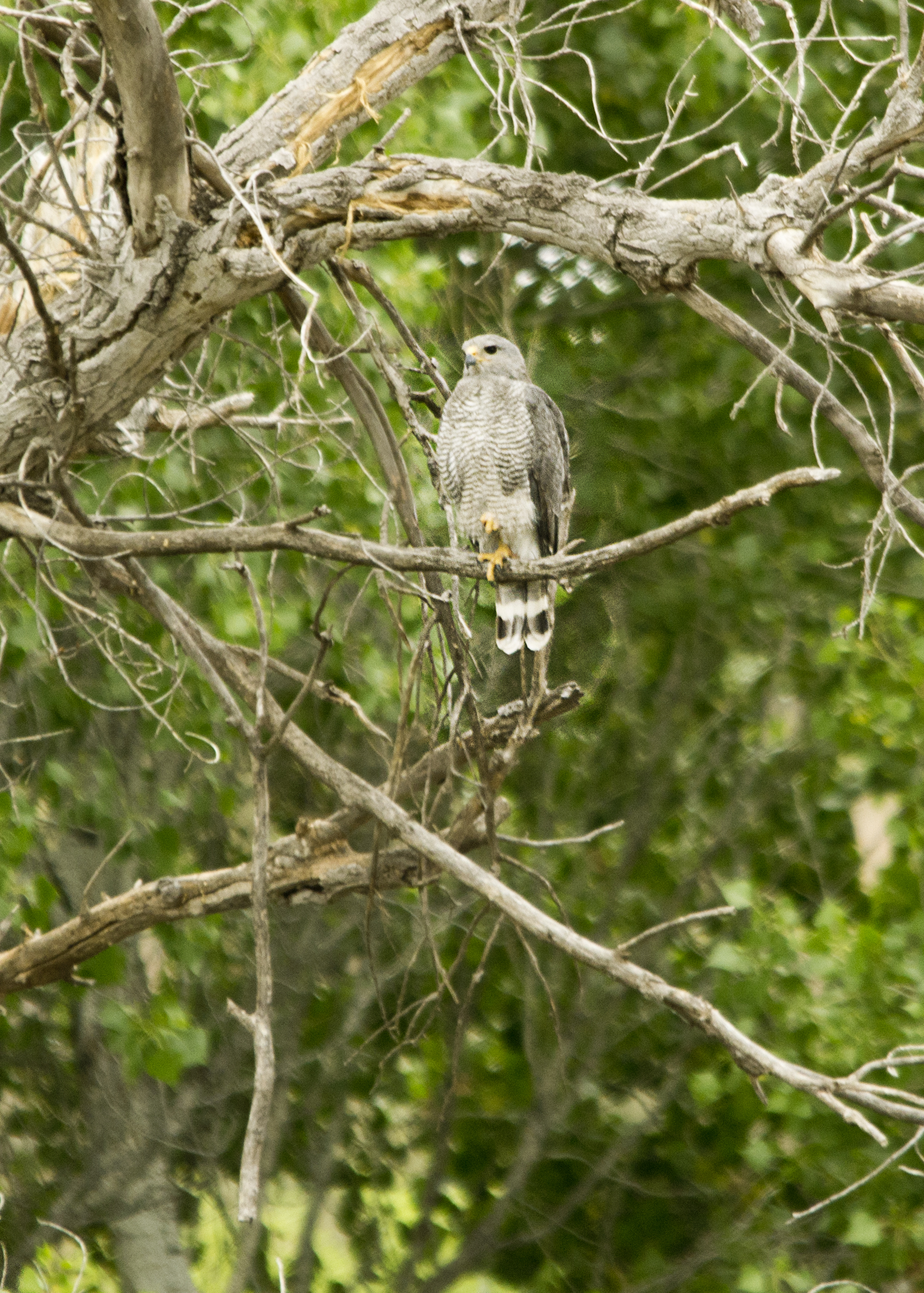
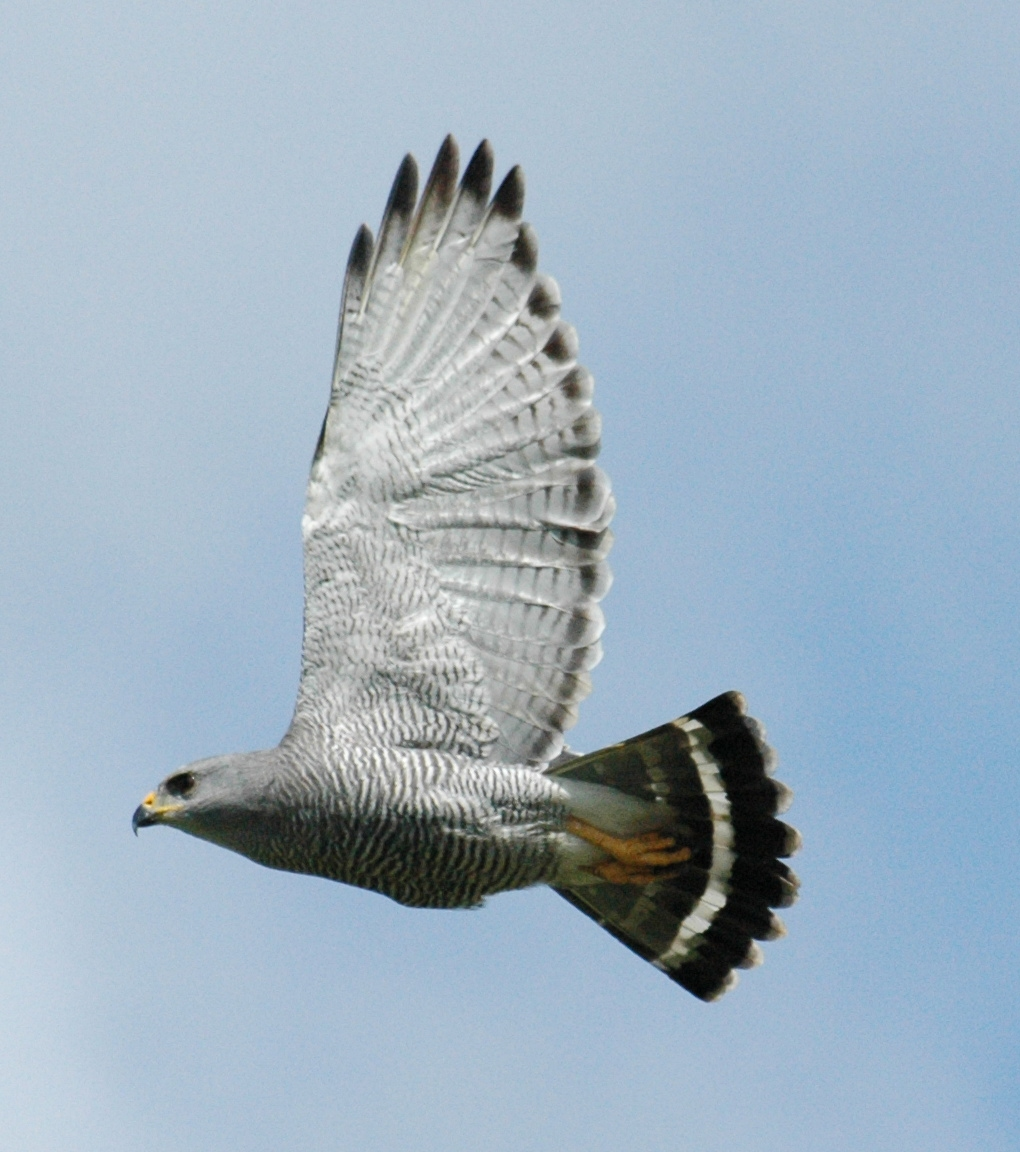
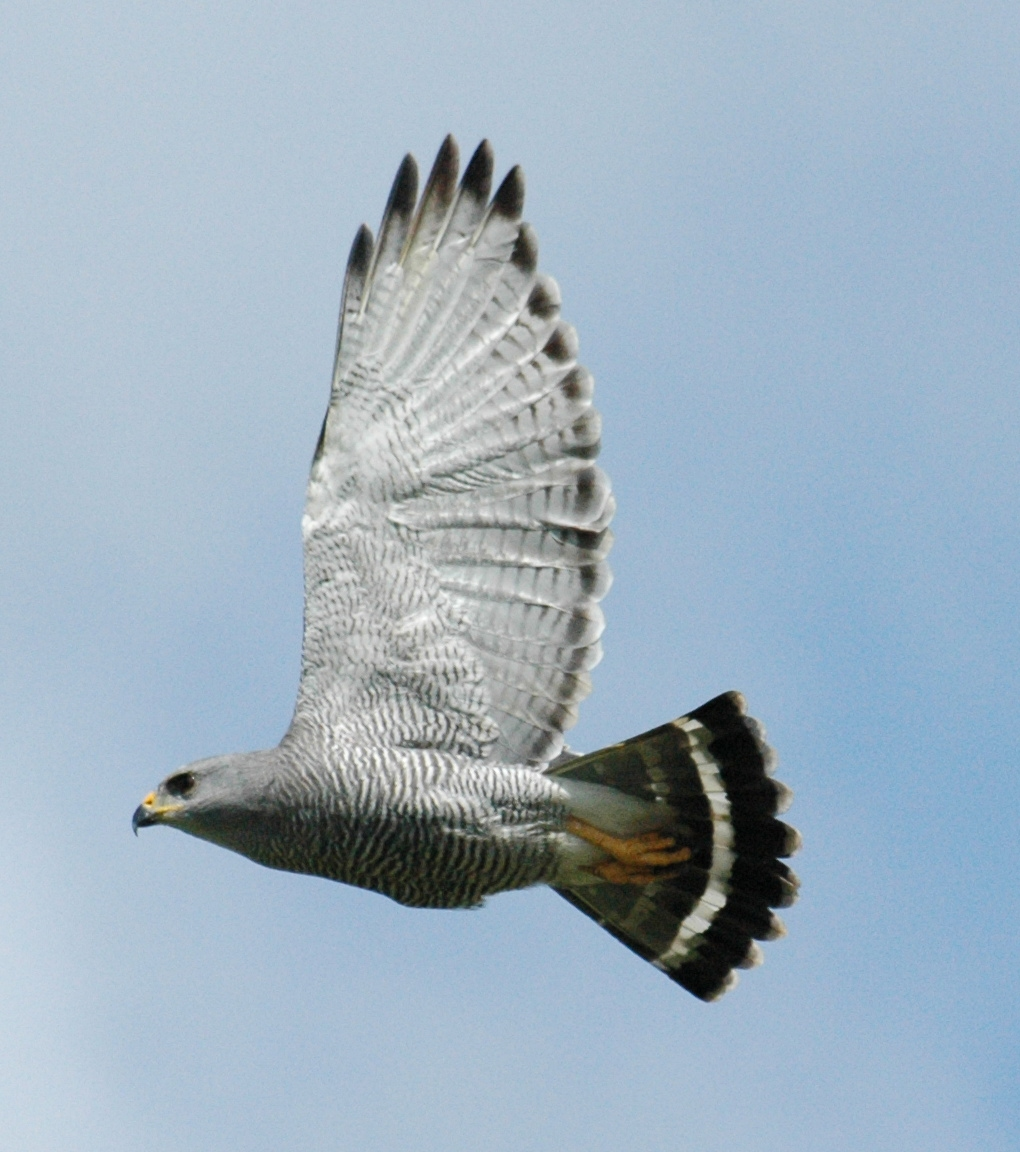